# إسكيل بيدرسن
إسكيل بيدرسن هو سياسي نرويجي، ولد في 6 مارس 1984 في شين في النرويج. نشط حزبياً في حزب العمال. وقد انتخب نائب عضو برلمان النرويج ‏ عن دائرة Telemark (Storting constituency) ‏ وقد انضم خلال فترته النيابية ‏ (2013 – 2017) للكتلة البرلمانية حزب العمال.

## وصلات خارجية
- إسكيل بيدرسن على موقع IMDb (الإنجليزية)